# Марія Австрійська (1528—1603)
Марія Австрійська, також відома як Марія Іспанська та Марія Габсбург (ісп. María de Austria o Habsburgo; 21 червня 1528 — 26 лютого 1603) — іспанська інфанта та австрійська ерцгерцогиня з династії Габсбургів, донька імператора Священної Римської імперії Карла V та португальської інфанти Ізабелли, дружина імператора Священної Римської імперії Максиміліана II, матір імператорів Рудольфа II та Матіаса.

## Біографія

### Дитинство та юність
Марія з'явилась на світ 21 червня 1528 року в Мадриді. Вона була старшою донькою та другою дитиною в родині імператора Священної Римської імперії Карла V та його дружини Ізабелли Португальської. Дівчинка мала старшого брата Філіпа, а згодом народилася молодша сестра Хуана. Троє молодших братів померли у ранньому віці. Зростала Марія, разом з братом та сестрою, між Толедо та Вальядолідом. Родина були скріплена міцними сімейними традиціями, чому не заважали регулярні відлучки батька. Марія та Філіп мали спільні погляди на життя й політику, яких вони трималися все наступне життя. Їхньої матері не стало 1539-го року. Батько більше не одружувався.
Між 1536 та 1545 роками планувався шлюб Марії з одним із синів короля Франції Франциска I. Однак, після Шмалькальденської війни Карл V вирішив, що важливіше підтримати зв'язок із німецькою гілкою династії Габсбургів для її подальшого сприяння іспанському престолу.

### Подружнє життя
Після розгляду кількох кандидатур Карл V майбутнім чоловіком для доньки обрав Максиміліана Габсбурга. Шлюбний контракт склали під час сесії Імператорського сейму в Аугсбурзі 21 квітня 1548 та ратифікували 4 червня. Територіального посагу не передбачалося, нареченій гарантувалася лише щорічна виплата ренти. Тоді ж наречений вирушив до Іспанії. Весілля відбулося 13 вересня 1548 року у Вальядоліді.
Згідно волі батька, за його відсутності, Марія із чоловіком разом здійснювали регентство над Іспанією. Однак, їхні обов'язки були переважно формальними.
У листопаді 1550 Максиміліан від'їхав на батьківщину, залишивши Марію, що чекала на другу дитину, повноважною правителькою іспанської адміністрації до повернення Філіпа. За кілька місяців, влітку 1551, Максиміліан здійснив другу поїздку до Іспанії, щоб забрати дружину і дітей. Восени, через Геную, Тридент та Тироль, всі разом прибули до Австрії. Невдовзі у подружжя народився другий син. Всього у Марії та Максиміліана було шістнадцятеро нащадків. Родина проживала у Відні. Марія мала змогу відігравати власну політичну роль, але великий вплив на неї мали слова чоловіка. Також вона користувалася всіма засобами, щоб навернути його в католицтво. Із собою Марія привезла духівника — іспанського священика.
Під час другої відсутності брата, у 1558—1561 роках, Марія знову виконувала функції регента Іспанії, повернувшись на цей час до Мадриду. У Відні ж була посередником між австрійським та іспанським двором, виступаючи в ролі інструмента іспанського альянсуː змирювала чоловіка з іспанськими родичами, весь час листувалася з братом, що перебував в Мадриді, відокремлювала чоловіка від протестантів, відрядила у 1562 двох синів на життя в Іспанію.
Тоді ж Марія була коронована як королева Чехії, після проголошення її чоловіка королем тих земель. Наступного року, таким же чином вона стала королевою Угорщини, Хорватії та Славонії. А у липні 1654 Максиміліан успадкував від батька трон Священної Римської імперії.

### Повернення до Іспанії

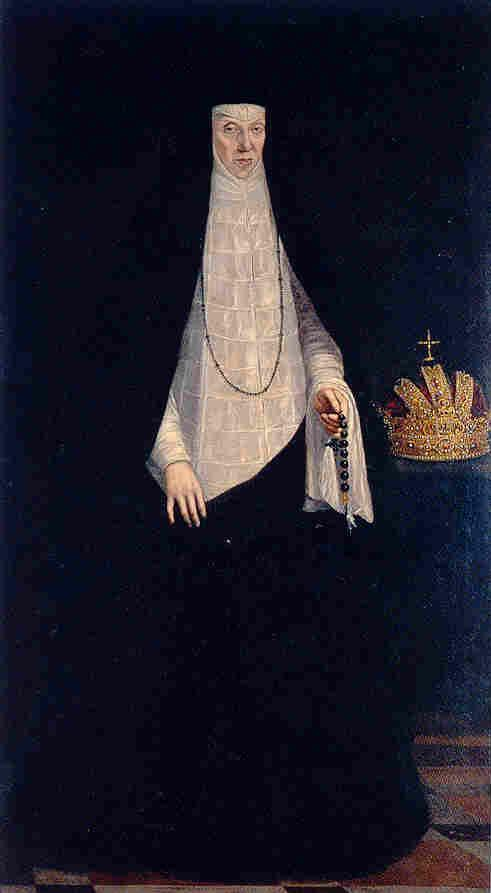
Марія на портреті пензля Хуана Пантохи де ла Крус

Максиміліана не стало 12 жовтня 1576. Марія, яка все життя відчувала себе іспанкою на чужій землі, більше не мала підтримки. Стосунки із сином Рудольфом, що став імператором, були напруженими. 
Зажадавши повернутися до Мадриду, Марія здійснила цей намір після смерті молодшої доньки Елеонори, у 1582 році. Вона прибула на батьківщину із донькою Маргаритою, що призначалася п'ятою дружиною свого дядька Філіпа II. Однак, невдовзі Маргарита, будучи ревною католичкою, пішла в монастир. Марія також оселилася в абатстві Дескальсас-Реалес, і перебувала там до самої смерті, ведучи життя напівпринцесси-напівчерниці та зауважуючи, що рада жити в «країні без єретиків».
У 1586 році особистим капеланом імператриці було призначено Томаса Луїса де Вікторія, який також виконував функції органіста в обителі писав церковну музику. Марія виступала його покровителькою.
Дружні від початку відносини Марії з братом Філіпом з часом охололи. Однак, найважливішою пов'язуючою ланкою між іспанським двором та німецькими Габсбургами вона залишалася до останку. Імператорський посол граф Йоганн фон Кевенхюллер майже щодня особисто повідомляв їй про події в імперії. Марно намагалася влаштувати шлюб сина Рудольфа з іспанською інфантою.
Проте, після смерті Філіпа II, у 1599 таки відбувся подвійний союз, закріплюючий відносини між австрійським та іспанським двором. Новий король Філіп III узяв за дружину австрійську ерцгерцогиню Маргариту, а син Марії, Альбрехт побрався із кузиною Кларою Ісабель.
Марія, її донька Маргарита та Маргарита Австрійська з того часу утворювали осередок представництва австрійських інтересів при іспанському дворі. Так, 1600 року вони умовили Філіпа III надавати фінансову підтримку ерцгерцогу Фердинанду.
Після переїзду іспанського двору до Вальядоліду, вдовіюча імператриця провела останні роки у певній ізоляції. При ній залишалися лише Кевенхюллер, який зостався в Мадриді на її прохання, та донька Маргарита.
Померла Марія у монастирі Дескальсас-Реалес в Мадриді  26 лютого 1603 на 75 році життя. Томас Вікторія на її поховання написав свій найвизначніший твір — реквієм Officium defunctorum. Ця композиція й досі вважається його найкращою та найвишуканішою роботою.

## Родина

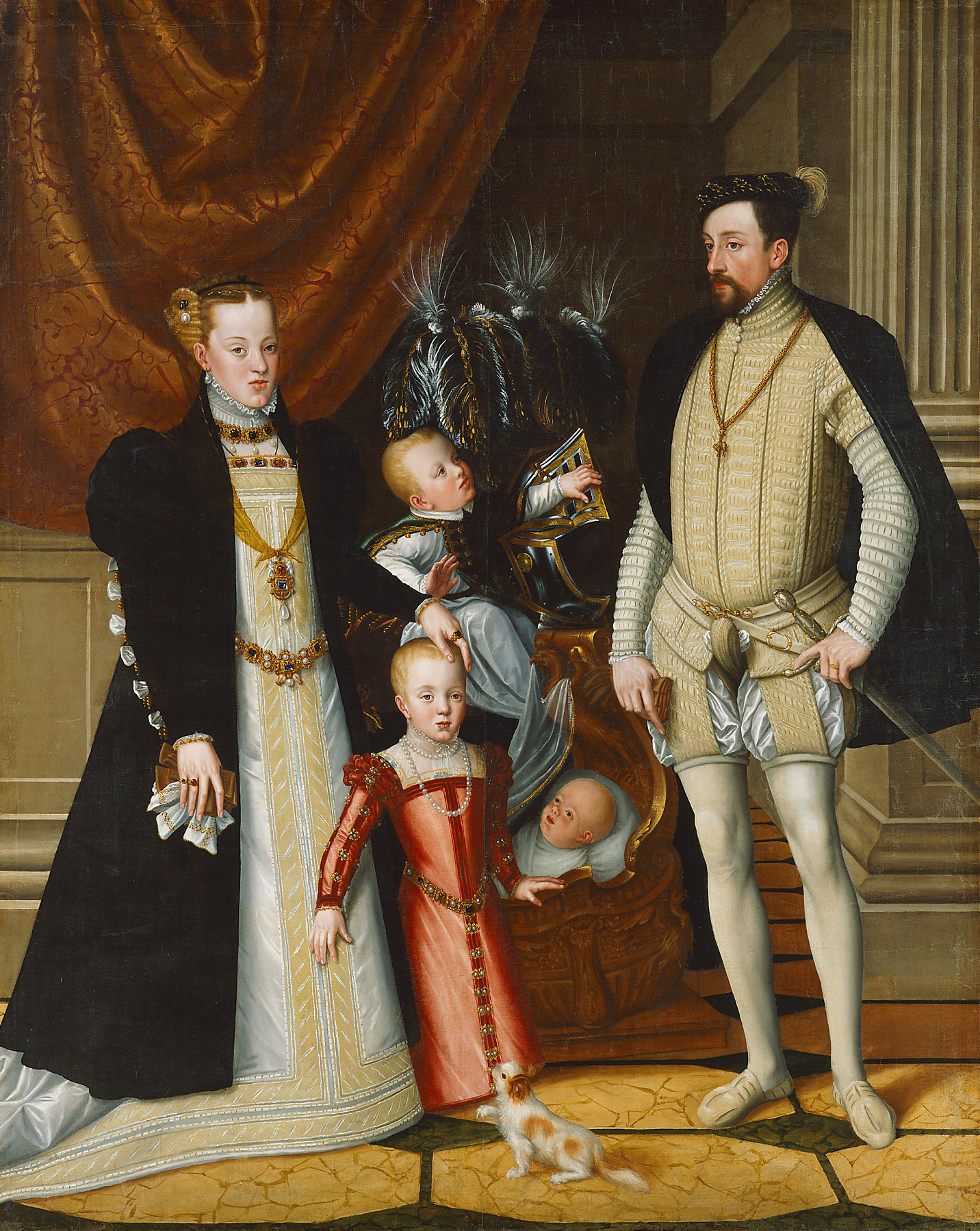
Марія з чоловіком та дітьмиː Анною, Рудольфом та Ернстом

Чоловік — Максиміліан II Габсбург, імператор Священної Римської імперії
Дітиː
- Анна (1549—1580) — дружина свого дядька, короля Іспанії та Неаполя, Філіпа II, мала із ним п'ятеро дітей;
- Фердинанд (1551—1552) — помер у ранньому віці;
- Рудольф (1552—1612) — імператор Священної Римської імперії, король Угорщини, Чехії та Німеччини, одружений не був, мав шестеро позашлюбних дітей;
- Ернст (1553—1595) — штатгальтер Габсбурзьких Нідерландів у 1576—1593 та 1594—1595 роках, одружений не був, дітей не мав;
- Єлизавета (1554—1592) — дружина короля Франції Карла IX, мала з ним єдину доньку;
- Марія (1555—1556) — померла немовлям;
- Матіас (1557—1619) — імператор Священної Римської імперії, король Угорщини, Чехії та Німеччини, був одружений з Анною Тирольською, дітей не мав;
- Максиміліан III (1558—1618) — великий магістр Тевтонського ордену у 1590—1618 роках, одружений не був, дітей не мав;
- Альбрехт (1559—1621) — штатгальтер Габсбурзьких Нідерландів у 1596—1621 роках, був одружений з інфантою Ісабель Кларою Еухенією, мав кілька дітей, що вмерли в ранньому віці;
- Венцель (1561—1578) — великий пріор Мальтійського ордену в Кастилії, одружений не був, дітей не мав;
- Фрідріх (1862—1863) —помер немовлям;
- Марія (19 лютого—26 березня 1564) — померла у ранньому віці;
- Карл (1565—1566) — помер у ранньому віці;
- Маргарита (1567—1633) — черниця у монастирі кларисинок Дескальсас-Реалес з 1583 року, одружена не була, дітей не мала;
- Елеонора (1568—1580) — померла у віці 11 років.